# 前田利右衛門
前田 利右衛門（まえだ りえもん、出生年不明 - 1719年（享保4年）死没説あり）は、江戸時代中期（17世紀から18世紀にかけて）の薩摩国の人物で、1705年（宝永2年）に琉球からサツマイモを持ち込んだと言われている。

## 生涯

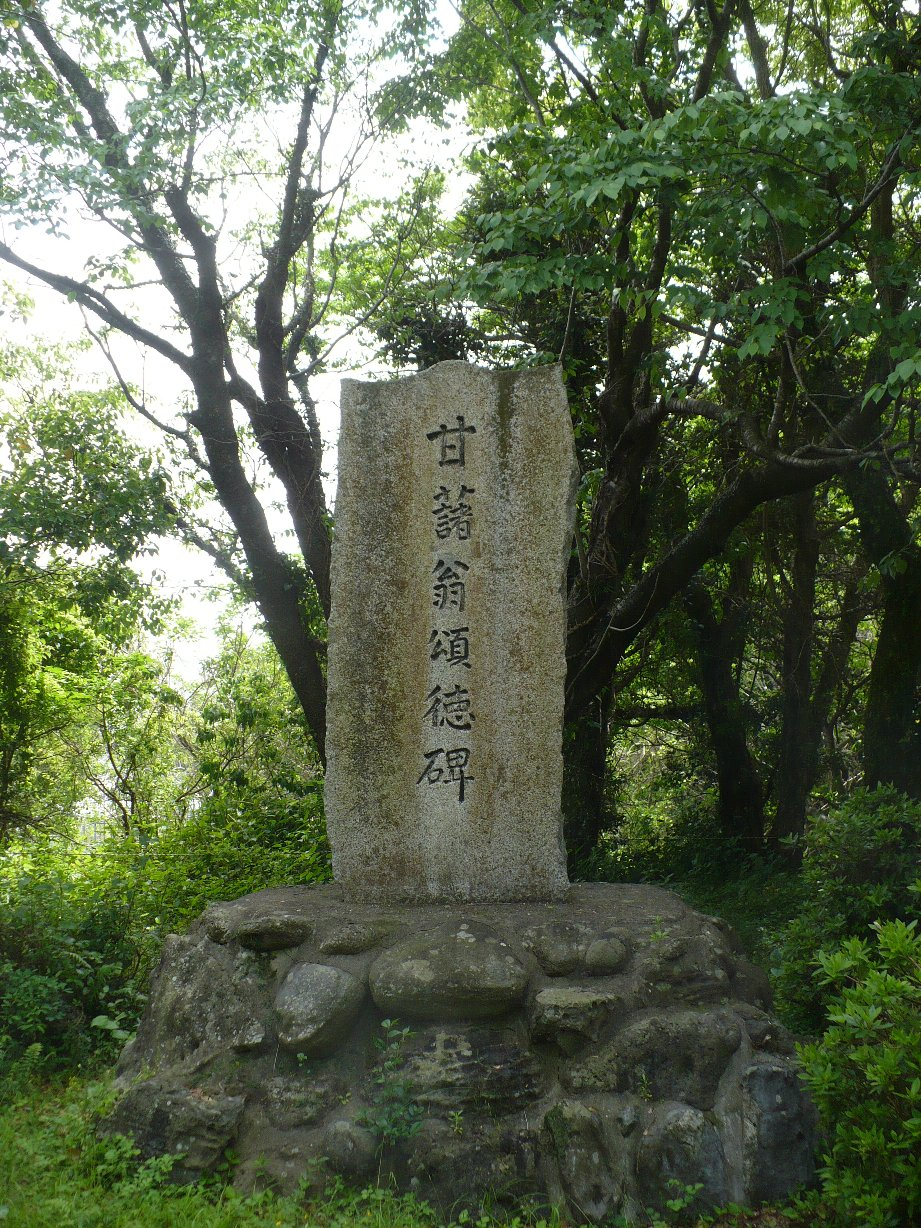
前田利右衛門を顕彰する甘藷翁頌徳碑（鹿児島県指宿市山川岡児ケ水・徳光神社境内）

薩摩国揖宿郡山川郷の岡児ヶ水（おかちょがみず、現在の鹿児島県指宿市山川岡児ケ水）の出身であるとされ、農民であるとも漁民であるとも言われているがルーツなど出自がはっきりしない。水夫として琉球に渡った際にサツマイモの苗を薩摩に持ち帰ったと伝えられている。他にも、琉球出兵の際に将兵が持ち帰ったという説や、種子島の領主が先に栽培していたものが持ち込まれた説などもあるが、圧倒的に多数の説では利右衛門が持ち込んだとしている。しかしその経緯ははっきりとしておらず、利右衛門の死亡年も正確には分からず諸説があり、1683年（天和3年）生まれで1707年（宝永4年）に24歳で早世した説もある。出生年についてはさらにはっきりとしておらず、1670年代ではないかと推定されている。武士ではなかったため苗字はなく、子孫が明治時代になってから名乗った前田という苗字が遡って「前田利右衛門」という名前が世間に定着している。
海運業で薩摩と琉球を往来していた利右衛門は、1705年（宝永2年）に琉球で栽培されているサツマイモが条件が悪い土地でも成育しているのを見て、薩摩にサツマイモを広めることを考え、鉢植えにして持ち帰った。様々な工夫を重ねてサツマイモの栽培に成功した利右衛門が、種イモや苗を周囲の農民に配ったことから、最新の作物として普及し、米の不作が原因で飢餓に苦しむことが多かった人々を救った。
利右衛門は琉球に渡る際に遭難死した。岡児ヶ水村の村人が資金を出し合い供養堂を建てた。これを起源とするのが徳光神社である。そ業績は賞賛され、あちこちに顕彰碑が建てられている。墓碑には「唐薯殿」と刻まれていた。また甘藷翁の称号もある。指宿酒造が彼の名にちなんだ「利右衛門」という名の芋焼酎を発売している。